# ولاستون
ولاستون (به انگلیسی: Woolaston) یک روستا و محله مدنی در بریتانیا است که در جنگل دین واقع شده‌است. ولاستون ۱٬۲۰۶ نفر جمعیت دارد.